# چوئو-کو، چیبا
چوئو-کو، چیبا (به لاتین: Chūō-ku, Chiba) یک منطقهٔ مسکونی در ژاپن است که در چیبا واقع شده‌است. چوئو-کو ۴۴٫۸۱ کیلومترمربع مساحت و ۲۰۰٬۱۵۷ نفر جمعیت دارد.